# Hochtief

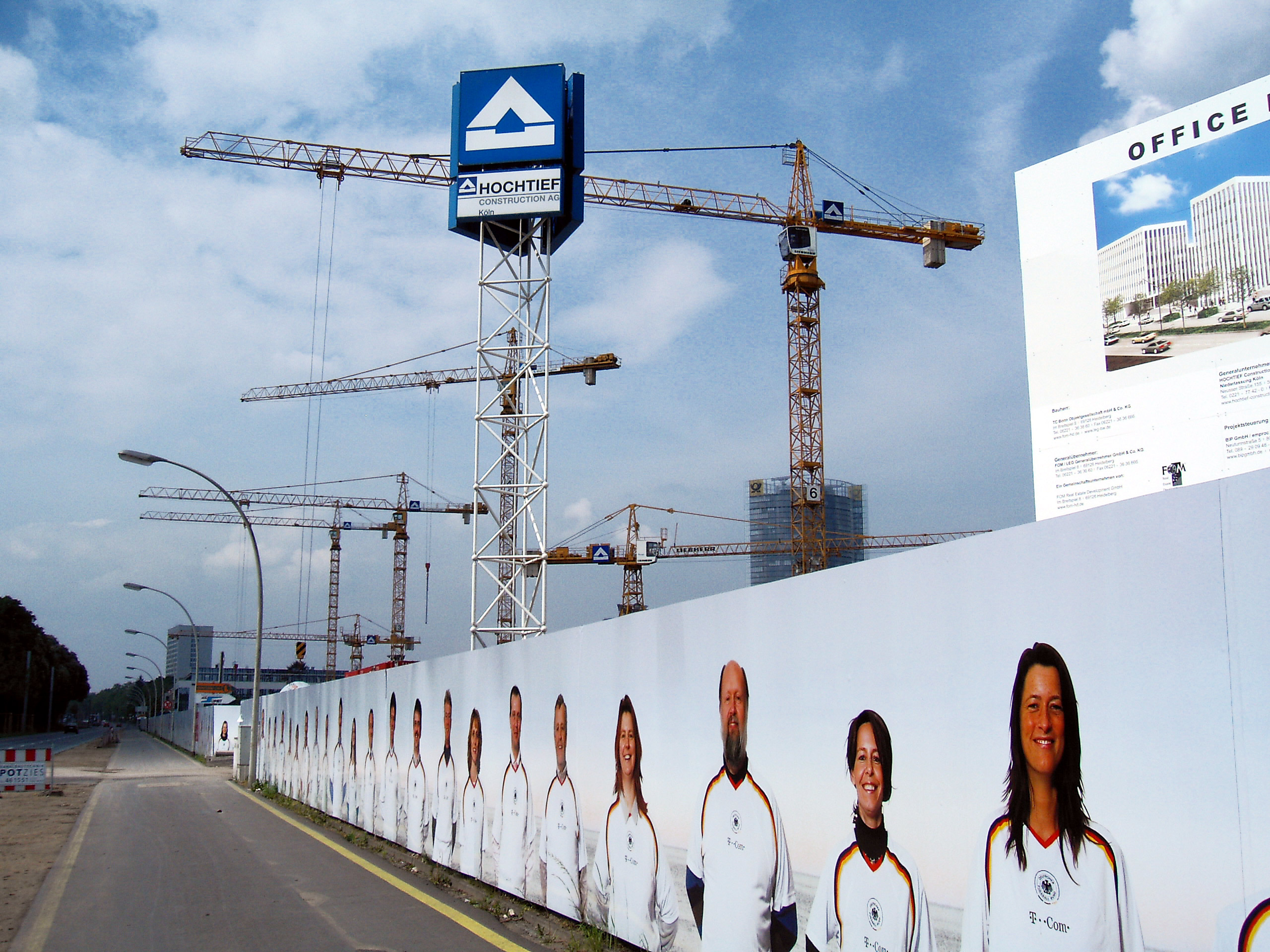
Construction du siège de Telekom par Hochtief à Bonn

HOCHTIEF Aktiengesellschaft est une entreprise de construction allemande fondée à Francfort en 1874 et dont le siège social se situe aujourd'hui à Essen.
Hochtief est spécialiste des ponts, tunnels, barrages, ports, aéroports, centrales nucléaires. Le groupe possède des filiales aux Pays-Bas, au Brésil, en Argentine, en Australie, à Hong Kong, en Afrique du Sud, au Moyen-Orient, en Pologne, en Russie, aux États-Unis. Son actionnaire majoritaire était l'électricien allemand RWE.
C'est un des plus grands groupes mondiaux de ce secteur avec les français Vinci et Bouygues et les chinois China Railway Group et China Railway Construction Corporation. Hochtief employait 66 178 personnes fin 2009 pour un chiffre d'affaires de 18.166 milliards d'euros en 2009, celui-ci provenant pour plus de 80 % des opérations extérieures à l'Allemagne.

## Histoire

### Les débuts
La société a été créée en 1875 par Balthasar et Philipp Helfmann à Francfort-sur-le-Main, sous le nom de Offene Handelsgesellschaft Gebr Helfmann. Ils commencent par construire des maisons comme sous-traitants. Leur première grande construction est l'université de Giessen en 1878, puis l'entreprise bénéficie du boom de la révolution industrielle allemande de la fin du XIXe siècle, et construit l'hôtel Continental de Francfort, les bains Auguste-Victoria de Wiesbaden, mais aussi des lignes de chemin de fer, des tunnels, des canaux.
À la mort de Balthasar Helfmann en 1896, Philipp Helfmann transforma l'entreprise en une société par actions, la Actien-Gesellschaft für Hoch- & Tiefbauten, dont il détenait 42,5 % du capital.
En 1899, la société réalise sa première opération à l'étranger avec la construction d'un silo à grains dans le Nord de l'Italie, à Gênes. Entre 1907 et 1912, l'entreprise construit notamment la gare de Bâle en Suisse.

### L'entre-deux guerres

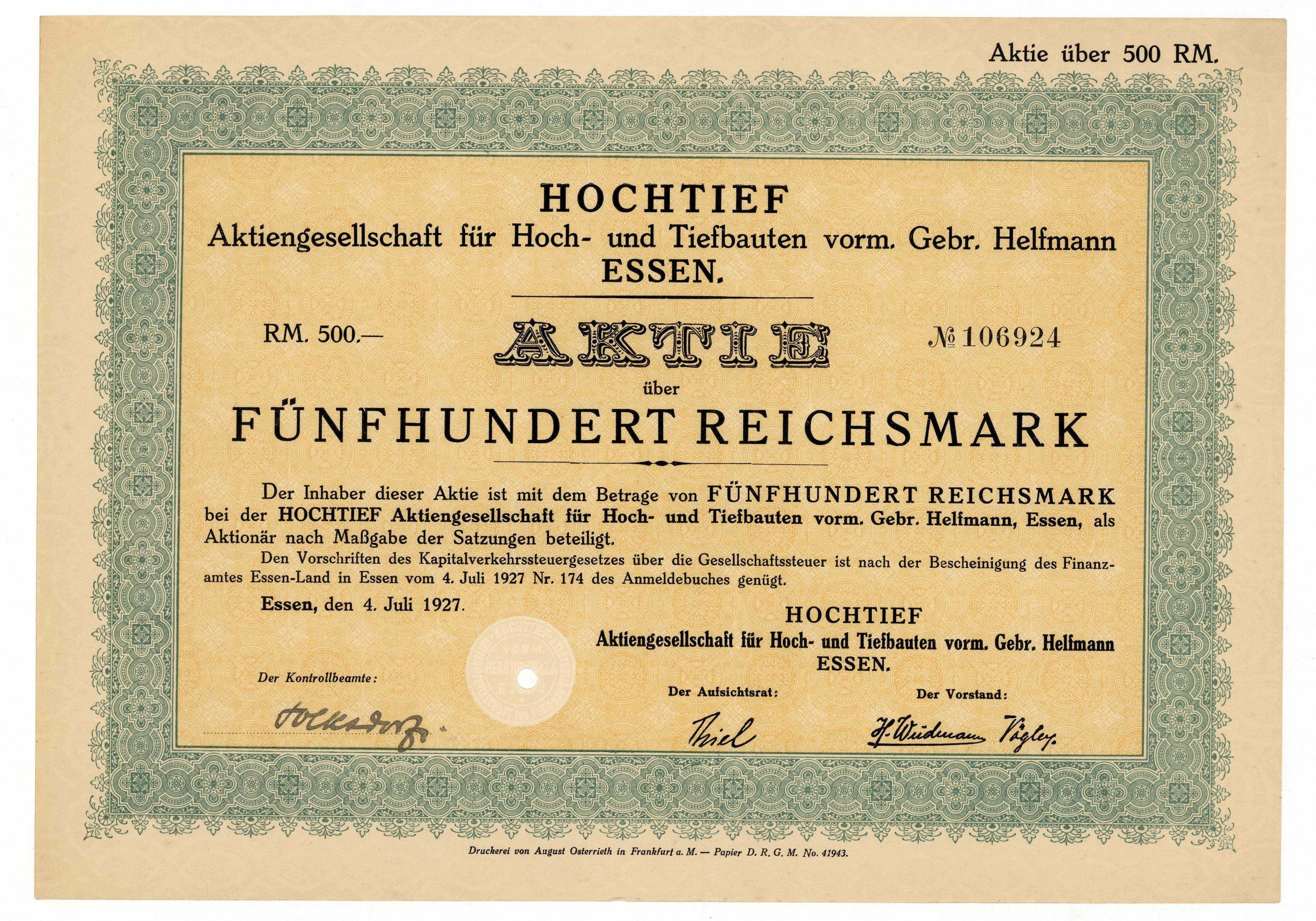
Action d'Hochtief AG en date du 4 juillet 1927

Jusqu'à la Première Guerre mondiale, l'entreprise se construisit une réputation de qualité, grâce à un travail solide et rapide.
Après la Première Guerre mondiale, un homme d'affaires allemand, Hugo Stinnes, monta dans le capital de la société, finit par en devenir l'actionnaire majoritaire et l'intégra dans son empire, déjà présent dans le charbon, l'acier, la construction navale, et avec des participations dans la presse ou dans des banques. Le siège social de la société passa alors de Francfort-sur-le-Main à Essen, qui était à la fois le fief d'Hugo Stinnes et la région d'Allemagne où la construction était la plus active.
La société prend le nom d'Hochtief AG en 1924.
En juin 1926, l'un des plus grands producteurs d'électricité allemand, RWE, monte à son tour dans le capital d'Hochtief avec 31 % du capital. L'électricien maintient cette part jusqu'à la fin de la Seconde Guerre mondiale.
Entre les deux guerres, Hochtief cherche à se développer à l'international, avec notamment la réalisation du canal Albert en Belgique en 1929, effectuée en moins de cinq ans, soit moitié moins que la durée prévue au départ. Ce sont sa grande diversité d'activités et ses activités internationales qui permirent à la société de traverser la Grande Dépression, même si ses effectifs furent réduits d'un tiers en 1929. Puis sous le régime nazi, la société participa au réarmement de l'Allemagne et à la construction de la ligne Siegfried le long de la frontière française, de bunkers sous-marins, ou encore des quartiers généraux d'Hitler. Hochtief construisit également le stade olympique de Berlin pour les Jeux de 1936. Entre 1933 et 1940, les effectifs furent multipliés par 5 pour atteindre 10 000 employés.

### Après la Seconde Guerre mondiale
Après la Seconde Guerre, Hochtief participa à l'effort de reconstruction de l'Allemagne, de ses maisons, usines et routes, et, à partir du milieu des années 1950 se lança dans une nouvelle activité, qui allait devenir une de ses spécialités, les centrales nucléaires. Entre 1956 et 1986, Hochtief fut largement impliqué dans la construction de 30 réacteurs, d'abord en Allemagne puis à l'étranger.
D'autre part, et en plus du boom allemand, Hochtief reprit ses anciennes activités en Belgique, aux Pays-Bas, en France, en Turquie ou en Iran, et se développa sur de nouveaux marchés tels que l'Égypte, l'Australie, l'Inde, l'Amérique latine, et à partir des années 1970, les pays arabes et en particulier l'Arabie saoudite. Dans les années 1960, plus de la moitié des activités de construction faites par des firmes allemandes hors d'Allemagne étaient effectuées par Hochtief, et dans les années 1970, Hochtief multiplia par dix son chiffre d'affaires réalisé à l'étranger pour atteindre 3,3 milliards de Deutsche Mark. En 1980, Hochtief était l'une des plus importantes sociétés de construction du monde.
Entre 1974 et 1984, Hochtief construisit le nouvel aéroport international de Djeddah en Arabie saoudite. Pour plus de 10 milliards de DM, c'était le plus important chantier de construction jamais effectué par une seule compagnie. Hochtief construisit également le métro de Hong Kong, le barrage de Saryar en Turquie, le tunnel Mossy-Marsh en Tasmanie, des hôpitaux au Pérou, le pont du Bosphore en Turquie, ou encore le déplacement du temple d'Abou Simbel en Égypte pour échapper à la crue du Nil provoquée par la construction du grand barrage d'Assouan...

### Depuis la réunification
Avec les années 1990, l'électricien RWE devient l'actionnaire majoritaire d'Hochtief. L'Allemagne se réunifie et les besoins pour rénover les habitations, les usines et les infrastructures de transport dans l'ex-Allemagne de l'Est sont très importants. Hochtief cherche alors à développer des technologies propres en matière de construction.
Mais Hochtief développe également son activité de construction d'aéroports pour profiter du fort développement du trafic aérien à travers le monde. Ainsi les aéroports de Varsovie en Pologne, de Beyrouth au Liban, d'Athènes en Grèce en 1995 ou de Dusseldorf en Allemagne.
En septembre 1999, Hochtief acquiert la société américaine Turner Corporation, le leader de la construction aux États-Unis, qui avait réalisé un chiffre d'affaires en 1998 de 4,1 milliards de dollars. En 1998, Hochtief avait de son côté réalisé 6,7 milliards de dollars de chiffre d'affaires dont 48 % à l'étranger.

### Années 2010
ACS, leader espagnol de la construction et basé à Madrid, réussit début 2011 à racheter plus de 30 % du capital de l'allemand, dans le but à terme de l'absorber.
En 2013, Hochtief cède sa division de services en énergie et bâtiment au groupe français Spie.
En octobre 2017, Hochtief annonce une offre d'acquisition sur Abertis pour 17,1 milliards d'euros, surenchérissant sur l'offre d'Atlantia. En mars 2018, ACS, via sa filiale Hochtief annonce acquérir Abertis en coopération avec Atlantia, à la suite d'une bataille financière entre ACS et Atlantia,.
En février 2022, Hochtief annonce l'acquisition de la participation de 21 % qu'il ne détient pas dans Cimic Group, une entreprise australienne, pour 1,47 milliard de dollars australien.

## Parmi les grands travaux d'Hochtief
- 1928-1929 : le pont Echelsbach, sur la rivière Ammer près d'Echelsbach, en Bavière
- 1929-1931 : les mines de charbon Zollverein, à Essen
- 1929-1931 : le barrage de Schluchsee, dans la Forêt-Noire
- 1930-1934 : le canal Albert, en Belgique
- 1938-1945 : la ligne Siegfried, le Mur de l'Atlantique, les quartiers généraux d'Adolf Hitler tels que le Führerbunker à Berlin, la Tanière du Loup en Prusse-Orientale ou le Berghof dans les Alpes bavaroises.
- 1946-1949 : l'hôpital universitaire de Bonn
- 1952-1956 : la centrale hydroélectrique de Sariyar, à Ankara en Turquie
- 1958-1961 : la centrale nucléaire de Kahl, à Karlstein am Main
- 1960-1969 : le tunnel d'Hernandarias à travers la rivière Parana en Argentine
- 1961-1963 : l'hôtel Hilton à Athènes
- 1963-1968 : le déplacement des temples d'Abou Simbel en Égypte
- 1969-1975 : le nouveau tunnel sous l'Elbe, à Hambourg
- 1970-1974 : le pont sur le Bosphore, en Turquie
- 1974-1981 : l'aéroport international du Roi Abdulaziz, à Djeddah en Arabie saoudite
- 1984-1985 : la tour Messe-Torhaus, à Francfort-sur-le-Main
- 1988-1991 : la tour Messeturm, à Francfort-sur-le-Main
- 1990-1992 : le terminal 1 de l'aéroport de Varsovie
- 1994-1996 : la tour Commerzbank, à Francfort-sur-le-Main
- 1996-2000 : l'aéroport international d'Athènes
- 1998-2000 : restauration de la maison Kandinsky-Klee de Dessau en Allemagne
- 2002-2004 : le pont Katima Mulilo entre la Zambie et la Namibie[4]

## Les principales filiales
- Allemandes : Hochtief AirPort, Hochtief Verkehrswegebau, Hochtief Rohrleitung- und Kanalbau, Hochtief Umwelt, Streif, Streif Baulogistik, Hochtief Fertigteilbau, A.L.E.X.Bau, Hochtief Facility Management
- À l'international :
  - Hochtief (U.K.) Construction CTD
  - Hochtief do Brasil (Brésil, 91,42 %)
  - Beta Acquisition Corporation (U.S.)
  - Turner Corporation (U.S.)
  - Kitchell Corporation (U.S., 35,34 %)
  - PT Ballast Nedam Indonesia Construction (47,44 %)
  - Ballast Nedam (Pays-Bas, 48 %)
  - Hochtief Russia
  - Leighton Holdings (Australia, 46,96 %)
  - Concor Limited (South Africa, 49,99 %)
  - Hochtief Polska (Pologne)
  - Garantie-Koza Insaat Sanayi ve Ticaret(Turquie, 41,93 %)
  - Hochtief Construcciones (Argentine)
  - PT Ballast Nedam Indonesia Construction[4]